# Hits! The Very Best of Erasure
Hits! The Very Best of Erasure es el segundo recopilado oficial que realizó Erasure. 

## Descripción
Hits! The Very Best of Erasure, fue lanzado por Mute Records, aprovechando el éxito que le otorgó su anterior álbum Other People's Songs. La idea era actualizar el recopilado de éxitos Pop! The First 20 Hits, que había sido editado 11 años antes.
Los primeros once temas más Take a Chance On Me, una versión de tema de ABBA, ya figuraban en la recopilación anterior. A estos temas se le agregaron dos temas más extraídos del EP Abba-esque, más el primer sencillo de cada álbum a partir de I Say I Say I Say hasta  Other People's Songs inclusive.
También se incluyó el que sería el sencillo extraído de este álbum: Oh L'Amour - August mix, una versión remozada de su éxito Oh L'Amour.

## Lista de temas
| Hits! The Very Best of Erasure disco 1 |                           |                          |          |  |
| N.º                                    | Título                    | Escritor(es)             | Duración |  |
| 1.                                     | «Oh L'Amour»              | (Vince Clarke/Andy Bell) | 3:09     |  |
| 2.                                     | «Sometimes»               | (Clarke/Bell)            | 3:39     |  |
| 3.                                     | «Victim of Love»          | (Clarke/Bell)            | 3:41     |  |
| 4.                                     | «Ship of Fools»           | (Clarke/Bell)            | 4:01     |  |
| 5.                                     | «Chains of Love»          | (Clarke/Bell)            | 3:43     |  |
| 6.                                     | «A Little Respect»        | (Clarke/Bell)            | 3:31     |  |
| 7.                                     | «Stop!»                   | (Clarke/Bell)            | 2:55     |  |
| 8.                                     | «Blue Savannah»           | (Clarke/Bell)            | 4:18     |  |
| 9.                                     | «Chorus»                  | (Clarke/Bell)            | 4:29     |  |
| 10.                                    | «Love to Hate You»        | (Clarke/Bell)            | 3:57     |  |
| 11.                                    | «Breath of Life»          | (Clarke/Bell)            | 4:43     |  |
| 12.                                    | «Lay All Your Love on Me» | (Andersson/Ulvaeus)      | 4:43     |  |
| 13.                                    | «Take a Chance on Me»     | (Andersson/Ulvaeus)      | 3:45     |  |
| 14.                                    | «Voulez Vous»             | (Andersson/Ulvaeus)      | 5:29     |  |
| 15.                                    | «Always»                  | (Clarke/Bell)            | 4:01     |  |
| 16.                                    | «Stay with Me»            | (Clarke/Bell)            | 4:42     |  |
| 17.                                    | «In My Arms»              | (Clarke/Bell)            | 3:27     |  |
| 18.                                    | «Freedom»                 | (Clarke/Bell)            | 2:53     |  |
| 19.                                    | «Solsbury Hill»           | Peter Gabriel            | 4:20     |  |
| 20.                                    | «Oh L'Amour» (August mix) | (Clarke/Bell)            | 3:08     |  |

Disco dos - "Erasure Megamix" (incluido en ediciones limitadas)
Remezclado y reconstruido por Mark Towns, Chicago 2003; el título "megamix" se debe a que los 18 temas que contiene están enlazados como si fuesen una sola pieza.
1. "Stay With Me" (Clarke/Bell)
2. "You Surround Me" (Clarke/Bell)
3. "In My Arms" (Clarke/Bell)
4. "Solsbury Hill" (Gabriel)
5. "A Little Respect" (Clarke/Bell)
6. "Chains of Love" (Clarke/Bell)
7. "Take a Chance on Me" (Anderson/Anderson/Ulvaeus)
8. "Love to Hate You" (Clarke/Bell)
9. "Stop!" (Clarke/Bell)
10. "Victim of Love" (Clarke/Bell)
11. "Blue Savannah" (Clarke/Bell)
12. "Always" (Clarke/Bell)
13. "Freedom" (Clarke/Bell)
14. "Chorus" (Clarke/Bell)
15. "Oh L'amour" (Clarke/Bell)
16. "Breath of Life" (Clarke/Bell)
17. "Sometimes" (Clarke/Bell)
18. "Ship of Fools" (Clarke/Bell)

DVD (Incluido en ediciones limitadas) Regiones 2-6 NTSC
1. Who Needs Love (Like That) 3:05
2. Heavenly Action 3:23
3. Oh L'Amour 3:09
4. Sometimes 3:45
5. It Doesn't Have to Be 3:46
6. Victim Of Love 3:39
7. The Circus 4:10
8. Ship Of Fools 4:00
9. Chains Of Love 3:41
10. A Little Respect 3:33
11. Stop! 2:57
12. Drama! 4:10
13. You Surround Me 3:57
14. Blue Savannah 4:26
15. Star 	3:38
16. Chorus 4:19
17. Love To Hate You 3:51
18. Am I Right? 4:18
19. Breath Of Life 3:47
20. Lay All Your Love On Me 4:42
21. S.O.S. 3:48
22. Take A Chance On Me 	3:49
23. Voulez Vous 	5:34
24. Always 	4:05
25. Run to the Sun 4:09
26. I Love Saturday 4:01
27. Stay With Me 	4:19
28. Fingers & Thumbs (Cold Summer's Day) 4:31
29. Rock Me Gently 4:07
30. In My Arms 3:30
31. Don't Say Your Love Is Killing Me 3:41
32. Rain 	4:18
33. Freedom 2:57
34. Solsbury Hill 4:17
35. Make Me Smile (Come Up & See Me) 3:31

### Pistas escondidas
En el DVD, aparecen las siguientes pistas escondidas, a las que no se puede acceder de manera sencilla ni están reseñadas:
1. Who Needs Love (Like That) – Hamburg Mix Video
2. Oh L'amour – Original version
3. Wooden Heart – Live Acoustic (grabación de una presentación en una taberna, aproximadamente en 1986/7)

## Ubicación en las listas
Hits! The Very Best of Erasure llegó al número 15 en Inglaterra y 54 en Alemania. El sencillo Oh L'amour - August mix alcanzó el puesto 13 en la lista británica y el 59 en Alemania.

## Datos adicionales
Se editaron diferentes versiones de este álbum. La edición normal traía un solo CD. Otras versiones, traían un CD extra con un megamix y un DVD con todos los vídeos de la banda hasta la fecha, o sea, con la misma lista de temas del DVD número 1 de Hits! The Videos. 